# Thomas Button
Sir Thomas Button (mort l'abril de 1634) va ser un oficial i explorador gal·lès de la Royal Navy que el 1612-1613 va dirigir una expedició que va intentar, sense èxit, localitzar l'explorador Henry Hudson i va navegar pel Pas del Nord-oest. Amb tot, aquest viatge fou molt important a nivell de descobriments, com ara les terres que ell anomenà Nova Gal·les del Nord i del Sud, a la badia de Hudson, la Terra de Carey's-Swans-Nest, els caps de Southampton i Pembroke, l'illa de Mansel, l'illa de Button (al davant de la punta de la península del Labrador, a l'inici de l'estret de Hudson) i la petita badia de Button, a la propera badia de Hudson, propera a la desembocadura del riu Churchill.

## L'expedició a la badia de Hudson

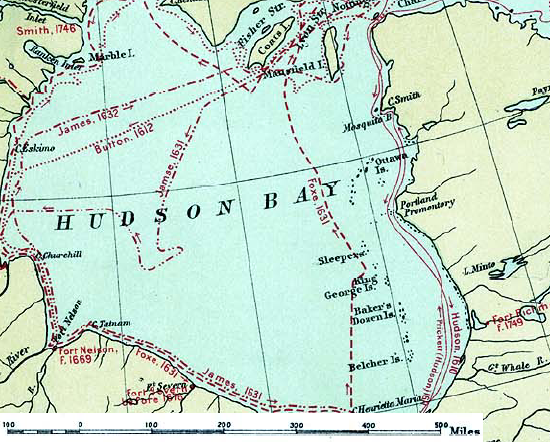
Mapa mostrant les expedicions a la badia de Hudson, entre elles, la de Button el 1632.

Button va salpar d'Anglaterra a principis de maig de 1612, en búsqueda de Henry Hudson, que l'any anterior havia estat abandonat per la seva tripulació amotinada a la badia de Hudson. Va marxar amb dos vaixells, el Resolution i el Discovery i Robert Bylot com a pilot, que havia participat amb Hudson en el viatge de l'any anterior.
Va entrar a l'estret de Hudson, batejant a una illa que trobà a l'inici del pas amb el nom del seu vaixell, Illa Resolution. Tot seguit s'internà en les aigües del que avui en dia s'anomena badia de Hudson fins a arribar a terra en un punt que anomenà Hopes Checkt. Va continuar fins a arribar a la desembocadura d'un riu que va anomenar Nelson en memòria de Robert Nelson, capità del Resolution que mórí allà. Van passar l'hivern a Port Nelson, sent aquest molt dur i provocant la mort de molts dels seus homes. La primavera següent es dirigí cap al nord per buscar el Pas del Nord-oest, en una zona que anomenà Nova Gal·les. Al juliol arribà al punt més al nord de la ruta, a una latitud 65° N, en el que avui en dia es coneix com a Roes Welcome Sound. Van perdre el Resolution per culpa del gel i a l'agost arribà a una nova illa que anomenà illa de Mansel. El setembre de 1613 arribà a Anglaterra.
Button va ser nomenat cavaller per Jaume I. Va continuar la seva exitosa carrera naval, convertint-se en almirall, nomenat 'Admiral of the King's Ships on the coast of Ireland' for the rest of his career. Tot i la seva posició a la Royal Navy va tenir una llarga disputa amb l'Almirallat britànic, que en el moment de la seva mort encara no està resolt.